# The Millennium Bell
The Millennium Bell – dwudziesty, studyjny album Mike’a Oldfielda z 1999 roku. Jest to wydawnictwo nagrane z okazji zbliżającego się wówczas roku 2000. W zamyśle autora miała być muzycznym przedstawieniem najważniejszych wydarzeń mijających dwóch tysięcy lat. Z najważniejszych poruszonych tematów można wymienić wyprawę Krzysztofa Kolumba do Ameryki, II wojnę światową czy Prohibicja w Stanach Zjednoczonych.

## Utwory
Album zawiera utwory:
1. „Peace on Earth” – 4:10
2. „Pacha Mama” – 4:05
3. „Santa Maria” – 2:44
4. „Sunlight Shining Through Cloud” – 4:33
5. „The Doge's Palace” – 3:07
6. „Lake Constance” – 5:16
7. „Mastermind” – 3:03
8. „Broad Sunlit Uplands” – 4:03
9. „Liberation” – 2:38
10. „Amber Light” – 3:42
11. „The Millennium Bell” – 7:37